# Juan Luis Bastero de Eleizalde
Juan Luis Bastero de Eleizalde (Bermeo, Vizcaya, 8 de enero de 1942) es sacerdote católico español, ingeniero naval, Doctor en Teología y profesor emérito de Mariología de la Facultad de Teología y del Instituto Superior de Ciencias Religiosas de la Universidad de Navarra. Experto en Cristología, Patrología y Mariología.

## Biografía
Nieto del vascólogo Luis de Eleizalde, y hermano gemelo de José María Bastero. Cursó los estudios de ingeniería naval en la Universidad Politécnica de Madrid. Fue ordenado sacerdote en 1974. Obtuvo la licenciatura (1974) y el doctorado (1976) en Teología Dogmática en la Facultad de Teología de la Universidad de Navarra.
Fue el primer rector del Colegio Eclesiástico Internacional Bidasoa (septiembre de 1988-1998).
Es miembro de la Sociedad Mariológica Española y pertenece a la Pontificia Academia Mariana Internacional.

## Libros y publicaciones
Es autor de numerosos artículos y de varios libros, entre los que destacan:
- Vida de María, Rialp, Madrid, 2014, 352 pp., ISBN 9788432144387.
- Con Lucas F. Mateo Seco, El Espíritu Santo y María: reflexión histórico-teológica, Eunsa, Pamplona, 2010, 356 pp., ISBN 9788431326838.
- María, mader del Redentor (3ª ed.), Eunsa, Pamplona, 2009, 336 pp., ISBN 9788431326579.[5]
- Virgen singular: la reflexión teológica mariana en el siglo XX, Rialp, Madrid, 2001, 271pp., ISBN 8432133477.
- Cuestiones de mariología, Universidad de la Sabana, Santafé de Bogotá (Colombia), 1993, 147 pp., ISBN 9581201238.